# Jacen Russell-Rowe
Jacen Russell-Rowe, né le 13 septembre 2002 à Toronto en Ontario, est un joueur international canadien de soccer. Il joue au poste d'attaquant au Crew de Columbus.

## Biographie

### Jeunesse et formation
Jacen Russell-Rowe est né à Toronto et grandit à Brampton. Il possède des origines jamaïcaines. Il commence le soccer à l'âge de trois ans à Brampton SC, avant de rejoindre l'académie du Toronto FC.  Il a également disputé une rencontre en USL League One, le 3 juillet 2019 contre le FC Tucson (en) — avec la réserve du Toronto FC.
Le 10 janvier 2020, il s'engage auprès des Terrapins de l'université du Maryland. Cependant, la saison 2020 est reportée au printemps 2021, en raison de la pandémie de Covid-19. Le 19 février 2021, il participe à son premier match — en tant que titulaire — avec les Terrapins face aux Nittany Lions de Penn State, où il inscrit également son premier but. Puis, il marque son deuxième but de la saison face aux Badgers du Wisconsin le 7 mars. Nommé dans l'équipe-type freshman de la Big Ten le 10 avril. La saison suivante, il termine co-meilleur passeur de son équipe — avec cinq passes décisives. En 26 rencontres, il inscrit quatre buts et cinq passes décisives avec les Terrapins du Maryland.

### Parcours en club
Le 18 mars 2022, il signe son premier contrat professionnel avec la réserve du Crew de Columbus, qui évolue en MLS Next Pro,. Il fait partie des joueurs surveillés par le staff technique de l'équipe première. Le 26 mars, il dispute sa première rencontre en MLS Next Pro — en entrant en cours de jeu — face à la réserve de l'Inter Miami,. Puis, le 10 avril, il inscrit son premier but en MLS Next Pro, contre la réserve de l'Union de Philadelphie. La MLS Next Pro nomme Russell-Rowe « joueur du mois » en mai et juin 2022,.
Le 28 mai 2022, il signe un contrat à court terme avec l'équipe première, pour prendre part à une rencontre de Major League Soccer, contre Atlanta United. Cependant, il n'entre pas en jeu. Il signe deux nouveaux contrats à court terme pour les matchs contre Charlotte FC et face au Real Salt Lake. Puis, le 18 juin il prend part à son premier match en Major League Soccer en entrant à la fin de la seconde mi-temps, contre Charlotte FC,. Il devient le premier joueur du Crew 2 à faire ses débuts en Major League Soccer.
Après deux apparitions en tant que remplaçant avec l'équipe première, il signe un contrat jusqu'en 2024 — avec deux saisons en option — avec le Crew de Columbus le 29 juin 2022,,. Le Crew a payé 50 000 dollars en argent d'allocation générale pour ses droits locaux à Toronto FC,,. Il devient le premier joueur du Crew 2 à signer un contrat avec l'équipe première — après de solides performances en MLS Next Pro,. Au cours de cette même journée, il est titularisé pour la première fois en MLS face à Toronto. Il délivre deux passes décisives qui offrent la victoire à Columbus (2-1),.
Le 18 septembre 2022, lors d'une victoire neuf à zéro contre la réserve du FC Cincinnati, où il inscrit un quadruplé. À la fin de la saison régulière de la MLS Next Pro, il termine meilleur buteur avec 21 buts inscrits et est élu meilleur joueur,. Il est également nommé dans l'équipe type de la saison. Le 24 septembre 2022, il inscrit un triplé lors de la demi-finale de conférence gagnée face à Rochester New York FC. Puis, il remporte la conférence Est et se hisse en finale où il se défait du St. Louis City 2,. Il est élu joueur de l'année du Crew 2.
Il inscrit son premier but en Major League Soccer le 25 mars 2023 contre Atlanta United. Il assiste sur le banc à la victoire des siens contre le Los Angeles FC en finale de la coupe de la Major League Soccer,.

### Parcours en sélection
Jacen Russell-Rowe est sélectionné avec l'équipe du Canada des moins de 17 ans pour participer au championnat continental des moins de 17 ans en 2019 (en). Lors de ce tournoi, il dispute quatre rencontres, inscrit deux buts dont un but face aux États-Unis, et un but contre la Barbade. Ensuite, il participe à la Coupe du monde des moins de 17 ans qui suit, y disputant trois matchs en phase de groupes, les Canadiens ne se qualifiant pas pour la phase finale. Il marque un but face au Brésil, puis un second contre l'Angola.
Le 19 mai 2023, son nom figure sur une liste provisoire de cinquante-trois joueurs canadiens appelés à participer à la phase finale de la Ligue des nations, mais John Herdman ne l'inclut pas dans sa liste finale de vingt-trois joueurs.
Membre d'une liste provisoire de soixante joueurs canadiens sélectionnés pour disputer la Gold Cup 2023, il fait partie de la liste définitive de vingt-trois joueurs annoncée le 19 juin 2023,. Il honore sa première sélection — en entrant en cours de jeu à la place de Lucas Cavallini — contre la Guadeloupe —  lors du premier match de poules — le 27 juin. Le Canada s'incline en quart de finale aux tirs au but, face aux États-Unis.
Le 15 juin 2024, il est retenu dans la liste des vingt-six joueurs canadiens sélectionnés par Jesse Marsch pour disputer la Copa América 2024,.

## Statistiques

### Statistiques en club
| Saison                | Club                  | Championnat           | Championnat | Championnat | Championnat | Coupe(s) nationale(s) | Coupe(s) nationale(s) | Coupe(s) nationale(s) | Compétition(s) continentale(s) | Compétition(s) continentale(s) | Compétition(s) continentale(s) | Compétition(s) continentale(s) | Séries | Séries | Séries | Canada | Canada | Canada | Total | Total | Total |
| Saison                | Club                  | Division              | M.          | B.          | P.d.        | M.                    | B.                    | P.d.                  | Comp.                          | M.                             | B.                             | P.d.                           | M.     | B.     | P.d.   | M.     | B.     | P.d.   | M.    | B.    | P.d.  |
| 2019                  | Toronto FC II         | USL1                  | 1           | 0           | 0           | -                     | -                     | -                     | -                              | -                              | -                              | -                              | -      | -      | -      | -      | -      | -      | 1     | 0     | 0     |
| 2022                  | Crew 2 de Columbus    | MLSNP                 | 19          | 21          | 4           | -                     | -                     | -                     | -                              | -                              | -                              | -                              | 3      | 4      | 2      | -      | -      | -      | 22    | 25    | 6     |
| 2023                  | Crew 2 de Columbus    | MLSNP                 | 1           | 1           | 1           | -                     | -                     | -                     | -                              | -                              | -                              | -                              | -      | -      | -      | -      | -      | -      | 1     | 1     | 1     |
| Sous-total            | Sous-total            | Sous-total            | 20          | 22          | 5           | -                     | -                     | -                     | -                              | -                              | -                              | -                              | 3      | 4      | 2      | -      | -      | -      | 23    | 26    | 7     |
| 2022                  | Crew de Columbus      | MLS                   | 6           | 0           | 2           | -                     | -                     | -                     | -                              | -                              | -                              | -                              | -      | -      | -      | -      | -      | -      | 6     | 0     | 2     |
| 2023                  | Crew de Columbus      | MLS                   | 21          | 4           | 2           | 3                     | 0                     | 0                     | LC                             | 2                              | 0                              | 0                              | 2      | 0      | 0      | 4      | 0      | 0      | 32    | 4     | 2     |
| 2024                  | Crew de Columbus      | MLS                   | 22          | 5           | 1           | -                     | -                     | -                     | CCC+LC+CC                      | 7+4+1                          | 2+1+0                          | 1+1+0                          | 2      | 0      | 0      | 3      | 0      | 0      | 39    | 8     | 3     |
| 2025                  | Crew de Columbus      | MLS                   | 8           | 3           | 1           | -                     | -                     | -                     | CCC                            | 2                              | 1                              | 0                              | -      | -      | -      | -      | -      | -      | 10    | 4     | 1     |
| Sous-total            | Sous-total            | Sous-total            | 57          | 12          | 6           | 3                     | 0                     | 0                     | -                              | 16                             | 4                              | 2                              | 4      | 0      | 0      | 7      | 0      | 0      | 87    | 16    | 8     |
| Total sur la carrière | Total sur la carrière | Total sur la carrière | 78          | 34          | 11          | 3                     | 0                     | 0                     | -                              | 16                             | 4                              | 2                              | 7      | 4      | 2      | 7      | 0      | 0      | 111   | 42    | 15    |